# Житомирський м'ясокомбінат
Житомирський м'ясокомбінат - підприємство харчової промисловості у місті Житомир.
Одне з найстаріших підприємств України, історія починається ще з 1920 року, коли на місці колишньої приватної бійні була створена кишкова майстерня «Кишпромторг». 
У 1936 році до будівлі бійні було прибудовано приміщення ковбасного цеху, воловник на 50 голів, свинарник і будівля для засолу шкур. У тому ж році кишкова майстерня була перейменована в м'ясокомбінат. У післявоєнні роки в 1946 році після реконструкції був введений в експлуатацію новий ковбасний цех потужністю 1,5 т в зміну і холодильник на 100 т одноразового зберігання. У 1949—1950 роках був зданий в експлуатацію м'ясожировий цех потужністю 13 т м'яса за зміну і санітарна бійня.
За радянських часів Житомирський м'ясокомбінат (разом з трьома іншими м'ясокомбінатами області і шістьма забезпечували їх діяльність заготівельними радгоспами входив до складу Житомирського виробничого об'єднання м'ясної промисловості) був одним з провідних підприємств міста і був найбільшим підприємством харчової промисловості міста .

## Сучасний стан
Станом на 2015 рік торгова мережа підприємства складається з 7 фірмових магазинів (5 магазинів в Києві і 2 в Житомирі).
Роздрібні магазини і продукти відомі під назвою М'ясна Гільдія і Gremio de la Carne.

#### Торгові марки
У продажі під торговими марками
1. ТМ М'ясна Гільдія[7],
2. ТМ Ранчо[8],
3. ТМ Димовки[9],
4. ТМ М'ясняшки[10],
5. ТМ Gremio[11].

#### Асортимент
варені вироби, варено-копчені вироби, напівкопчені вироби, сирокопчені та сиров'ялені ковбаси, вагові та фасовані сосиски і сардельки, опчено-варені вироби, сирокопчені вироби, сиров'ялені вироби, запечені вироби, копчено-запечені вироби, смажені м'ясні делікатеси

## Історія

### 1920—1991
Кишкова майстерня «Кішпромторг» була створена в 1920 році.
В 1923 - 1926 рр. при майстерні була обладнана бійня.
В ході індустріалізації відповідно до другим п'ятирічним п'ятирічним планом розвитку народного господарства СРСР в 1936 році до будівлі бійні були прибудовані приміщення ковбасного цеху, воловня на 50 голів, свинарник і будівля для засолу шкур, після чого кишкова майстерня була перейменована в м'ясокомбінат.
В цей час потужності комбінату дозволяли переробляти до 6 тонн м'яса на добу і проводити 0,5 тонн ковбасних виробів в зміну.
Під час Великої Вітчизняної війни підприємство постраждало в ході бойових дій і під час німецької окупації міста (9 липня 1941— 31 грудня 1943), але відповідно до четвертим п'ятирічним планом відновлення і розвитку народного господарства СРСР було відновлено .
1946 року були введені в експлуатацію ковбасний цех потужністю 1,5 т в зміну і холодильник на 100 т одноразового зберігання, в 1949—1950 рр. - здані в експлуатацію мясожіровой цех потужністю 13 т м'яса за зміну і санітарна бойня.
В 1968 до складу м'ясокомбінату увійшла Житомирська птахофабрика. У 1970 році після реконструкції територія м'ясокомбінату займала площу в 5,2 га. База передзабійного утримання тварин була розрахована на прийом 600 голів великої рогатої худоби і 400 голів свиней і овець. Комбінат був розширений (з 5,2 га в 1970 до 18,2 га після завершення комплексної реконструкції) і реконструйований з перенесенням виробничих потужностей на нову територію.
1975 р, Державною комісією СРСР була прийнята в експлуатацію перша частина м'ясокомбінату на новій території. З введенням в експлуатацію всіх потужностей Житомирський м'ясокомбінат став одним з п'яти найбільших виробників Радянського Союзу. Колишні виробничі приміщення комбінату були переобладнані в маслозавод. Площа комбінату становила 18,2 га. З введенням в експлуатацію всіх потужностей, Житомирський м'ясокомбінат став одним з п'яти найбільших виробників м'ясопродуктів в СРСР.
1990 р, м'ясокомбінат виробляв 100 т м'яса і 20 т ковбасних виробів у зміну.

### Після 1991
Після проголошення незалежності України м'ясокомбінат був переданий в комунальну власність Житомирської області.
Надалі, державне підприємство було реорганізовано в орендне підприємство.
Травень 1995 року, Кабінет міністрів України включив комбінат в перелік підприємств, що підлягають приватизації протягом 1995 року.
1995 рік, був введений в експлуатацію консервний цех потужністю 8 туб за зміну.
2003 рік, став новим етапом розвитку Житомирського м'ясокомбінату - він увійшов до складу компанії ГК «Агропромисловий Альянс».
У 2005 році пройшов перший етап модернізації підприємства: придбано сучасне обладнання провідних європейських виробників, проведена реконструкція ковбасного і м'ясожирового цеху, переобладнані та реконструйовані холодильні камери, розширений і оновлений транспортний парк. Почалося створення власної фірмової торгової мережі в Житомирі і Києві.
В 2008 році, Житомирський м'ясокомбінат входив до числа найбільших підприємств міста. Розпочата у 2008 році економічна криза, збільшення імпорту в країну м'ясних виробів і напівфабрикатів після вступу України в СОТ в травні 2008 року, а також вступ в силу з 1 січня 2009 року закону, який скасував нульову ставку ПДВ для сільгоспвиробників усіх форм власності при поставці ними переробним підприємствам молока або м'яса в живій вазі ускладнили становище підприємства.
В ході перевірки діяльності комбінату фахівцями житомирського відділення Антимонопольного комітету України в 2013 році було встановлено, що ТОВ «Житомирський м'ясокомбінат» виготовляв ковбаси 5 сортів («Московська», «Сервелат російський Преміум», «Сервелат московський», «Салямі зерниста» і "Салямі святкова ") за власними технічними умовами, а не відповідно до ДСТУ, при цьому технологія виробництва і смакові якості ковбас відрізнялися від встановлених ДСТУ.
В 2013—2014 роках, відбувся другий етап модернізації виробництва, завдяки якому на Житомирському м'ясокомбінаті здійснюється повний виробничий цикл - від забою до реалізації готової продукції. Триває нарощування потужностей і ремонт виробничих майданчиків.
На 8 вересня 2015 року Житомирський м'ясокомбінат входив в число 14 найбільших підприємств-платників податків Житомирської області.
В червні 2016 року, в рамках Національного Бізнес Рейтингу Житомирський м'ясокомбінат отримав золоту медаль і сертифікат «Лідер галузі 2016».
У 2017 році, за обсягами виробництва комбінат увійшов до числа п'яти найбільших виробників м'ясопродуктів України.
Житомирський м'ясокомбінат входить в 5-ку провідних підприємств України за обсягами виробництва м'ясних виробів, про що свідчать нагороди та дипломи, отримані компанією протягом усього періоду діяльності.
Станом на 2019 рік Житомирський м'ясокомбінат входить до трійки лідерів виробників яловичини в Україні, серед яких ПАТ Козятинський м'ясокомбінат та "Агро-Продукт". 